# فیستون
فیستون (Facetune) یک نرم‌افزار ویرایش عکس است که برای ویرایش، بهبود و روتوش عکس‌ها در دستگاه آی‌اواس یا اندروید استفاده می‌شود. این برنامه اغلب برای ویرایش پرتره و سلفی استفاده می‌شود. این برنامه در سال ۲۰۱۳ منتشر شد.
این برنامه تعدادی فیلتر زیبایی را پیاده‌سازی می‌کند که به کاربران اجازه می‌دهد ویرایش‌هایی مانند سفید کردن دندان‌ها، حذف لکه‌ها، صاف کردن پوست، اصلاح نور بد، کانتور کردن و اضافه کردن آرایش را اعمال کنند. کاربران می‌توانند از بین گزینه‌های مختلف فیلتر، نور، بافت، کنتراست و قاب انتخاب کنند.
فیستون۲ در نوامبر ۲۰۱۶ راه اندازی شد ابزارهای ویرایش شامل ویرایش واقعی صورت (مثلاً تغییر حالات چهره) و قابلیت نورپردازی مجدد سوژه پس از گرفتن عکس است. همچنین قابلیت تغییر پس زمینه عکس، ویرایش زنده سلفی، گزینه‌های آرایش بیشتر و همچنین افزودن براق را دارد. کاربران می‌توانند تصاویر ایجاد شده با این برنامه را در انواع سرویس‌های شبکه‌های اجتماعی به اشتراک بگذارند.
فیستون توسط لایتریک که یک شرکت نوپا مستقر در اسرائیل است و توسط پنج کارآفرین تأسیس شده، ایجاد شده‌است. لایتریک برنامه‌های ویرایش عکس و ویدیو را برای گوشی‌های هوشمند می‌سازد که بر تولید محتوا متمرکز هستند. این شرکت در دهکده فناوری دانشگاه عبری اورشلیم مستقر است و دفاتری در نیویورک و لندن دارد.
لایتریک توسعه دهنده LTEngine (موتور پردازش تصویر برای پلتفرم‌های موبایل) است. در فیستون از LTEngine استفاده شده‌است.